# Sleeper (banda)
Sleeper son una banda de britpop, creada a mitad de los 90. Louise Wener era su front-woman. La banda, cuyo nombre original era Surrender Dorothy (tomado de una escena de la película El Mago de Oz) tuvo 8 singles en el "Top 40 de Singles de UK" y sus álbumes figuraron dentro de los 10 primeros lugares de las listas del Reino Unido.
Han grabado tres álbumes: «Smart», «The It Girl» y «Pleased to meet you». Con The It Girl alcanzaron su mejor momento gracias a las canciones «Lie Detector», «Sale of the Century» y «Statuesque». Este disco fue producido por Stephen Street, famoso por sus contribuciones a The Smiths, Morrisey y Blur.
Su sencillo Inbetweener presentó un video memorable con Dale Winton, un ícono entre los estudiantes de la época.
El 14 de febrero de 2017, fue anunciado que se reunirían, junto a otros artistas de la época Britpop como Space, Dodgy y The Bluetones, en el festival Star Shaped.

## Sus comienzos
Jon Stewart se reunió con Louise Wener en la Universidad de Mánchester en 1987, en una clase de filosofía política. Ellos tocaron en diferentes bandas en la universidad. Después de graduarse se mudaron a Londres y pusieron un aviso en la revista Melody Maker dicindo: "Se buscan bajista y baterista. Influencias The Pixies y The Partridge Family". Así fue que conocieron a Diid Osman y Maclure Andy. 
En un momento dado, la banda se llamaban a sí misma Surrender Dorothy, por la película "El Mago de Oz", pero tuvieron que sacar esta idea después de descubrir que varias bandas habían hecho lo mismo. Posteriormente, se eligió el nombre de Sleeper después de ver la película de Woody Allen, y porque tiene una serie de significados diferentes (un espía, un éxito inesperado, etc.) 
En 1993 Sleeper firmó con BMG / RCA, publicando sus singles y EP y lanzaron su video promocional "Inbetweener" 
Sleeper grabó tres álbumes de estudio para BMG / RCA: Smart, The It Girl y Pleased to Meet You. 
Smart fue uno de los primeros álbumes de pop británico en llegar a las listas y con el mismo la banda obtuvo un disco de oro con más de 100.000 copias. Fue seguido por el lanzamiento de platino The It Girl, que fue sin duda el mejor momento de la banda. 
Se ha asociado este grupo al movimiento Britpop, y junto a Elastica encabezaron la corriente femenina de éste, siendo Louise Wener y Justine Frischman las cantantes femeninas más conocidas de la época.
Sleeper grabó un cover de la canción de Blondie "Atomic", que fue utilizado como en la película Trainspotting, después de que Blondie se negó a permitir el uso de la versión original. Su canción "Escultural" también aparece en la película durante una de las escenas de bar.

## La separación
Después que la banda se separó en 1998 tras la desaparición del Britpop, Wener pasó a tener una carrera como novelista. Ella lanzó su quinto libro en 2010 llamado "Different for Girls". Wener también ocupa un lugar como entrevistada en el documental sobre el Britpop, Live Forever (2003). 
Una recopilación de grandes éxitos, con la lista de canciones y Artworks por la propia banda, fue lanzado el Sony / BMG en 2007. 
Sus dos primeros discos fueron reeditados en versiones de lujo el 29 de noviembre de 2010, con discos de segunda B-Sides y canciones en vivo

## Discografía

### Álbumes de estudio
- Smart (1995), lanzado 15 de febrero de 1995, discográfica Indolent Records, posición n.º 5 (UK)
- The It Girl (1996), lanzado el 6 de mayo de 1996, discográfica Indolent Records, posición nº 5 (UK)
- Pleased to Meet You (1997), lanzado el 13 de octubre de 1997, discográfica Indolent Records, posición nº 7 (UK)

### Recopilaciones
- Greatest Hits (2007), lanzado el 9 de julio de 2007, discográfica Sony BMG.

### Singles
| Año  | Título                | UK Singles Chart | Álbum               |
| ---- | --------------------- | ---------------- | ------------------- |
| 1993 | Alice EP              | -                | Smart               |
| 1994 | "Swallow"             | -                | Smart               |
| 1994 | "Delicious"           | 75               | Smart               |
| 1995 | "Inbetweener"         | 16               | Smart               |
| 1995 | "Vegas"               | 33               | Smart               |
| 1995 | "What Do I Do Now?"   | 14               | The It Girl         |
| 1996 | "Sale of the Century" | 10               | The It Girl         |
| 1996 | "Nice Guy Eddie"      | 10               | The It Girl         |
| 1996 | "Statuesque"          | 17               | The It Girl         |
| 1997 | "She's A Good Girl"   | 28               | Pleased to Meet You |
| 1997 | "Romeo Me"            | 39               | Pleased to Meet You |

### Contribuciones
Trainspotting Soundtrack (1996, EMI) - "Atomic"

## Enlaces A Youtube
- What Do I Do Now?
- Atomic
- Nice Guy Eddie
- Sale of the Century
- Inbetweener